# Matko Rojnić
Matko Rojnić (Medulin, 12. svibnja 1908. – Pula, 30. siječnja 1981.), hrvatski knjižničar i publicist
Životopis
Rođen u Medulinu. Dolaskom Istre pod talijansku vlast obitelj mu odlazi u emigraciju u slobodne krajeve Hrvatske. Gimnaziju polazio u Karlovcu i Zagrebu.
 U Zagrebu diplomirao 1931. jugoslavenske književnosti i filozofiju na Filozofskom fakultetu u Zagrebu. Od 1932. do kraja rata radio kao knjižničar u Nacionalnoj i sveučilišnoj knjižnici. Jedan od pokretača antifašističke orijentacije u emigraciji istarskih Hrvata. Predsjedavao Istarskim akademskim klubom i pisao za tjednik Istra. Tijekom drugog svjetskog rata član rukovodstva istarske organizacije u NOP-u Zagreba. Od kraja 1944. do svršetka rata bio je u ustaškome zatvoru.
Od 1945. do 1976. njezin ravnatelj. Pokrenuo je i vodio programe i projekte koji su usmjerili i odredili daljnji razvoj hrvatskih knjižnica i knjižničarstva u razdoblju od trideset godina nakon drugog svjetskog rata.
Radio u državnim komisijama za restituciju kulturnih dobara odnesenih iz Hrvatske tijekom drugog svj. rata. Suosnivač i prvi predsjednik Hrvatskoga bibliotekarskoga društva (poslije Društva bibliotekara Hrvatske) i Saveza društava bibliotekara Jugoslavije. Zaslužan za porkretanje prvog hrvatskog knjižničarskoga časopisa, Vjesnika bibliotekara Hrvatske. Njegov prvi urednik.
Radio na tome da se uvede stručna knjižničarska izobrazba. Sudionik u donošenju zakonskih rješenja kojim se unaprijeđuje knjižničarska struka. Mnogo je pridonio hrvatskoj nacionalnoj bibliografiji. Prikupio je i popisao građu za hrvatsku retrospektivnu bibliografiju. Posao je obavio u Hrvatskoj i inozemstvu. Pokrenuo je pitanje izgradnje nove zgrade Nacionalne i sveučilišne knjižnice. Za tu je zgradu sredinom 1960-ih izradio i prvi program.
Član Sekcije za nacionalne i sveučilišne knjižnice Međunarodne federacije knjižničarskih društava i ustanova (IFLA). Suradnik HAZU.
Nagrađen Kukuljevićevom povelju za doprinos knjižničarskoj struci 1968. godine.
Pisao o knjižničarstvu, nacionalnim i sveučilišnim knjižnicama, političkoj i kulturnoj povijesti Istre, a ističu mu se djela o kulturnim svezama Istre s ostatkom Hrvatske, slavenskoj civilizaciji i nacionalnom pitanju u Istri 1848–49.